# Nærum Sogn
Nærum Sogn er et sogn i Rudersdal Provsti (Helsingør Stift). Sognet ligger i Rudersdal Kommune; indtil Kommunalreformen i 1970 lå det i Sokkelund Herred (Københavns Amt). I Nærum Sogn ligger Nærum Kirke.
Nærum Sogn blev dannet som kirkedistrikt i 1958 af del af Vedbæk Sogn og blev sogn i 1961 med området som kirkedistriktet dækkede og en del af Søllerød Sogn.
I Nærum Sogn findes flg. autoriserede stednavne:
- Nærum (bebyggelse, ejerlav)
- Rund-forbi (bebyggelse)